# Паслён сладко-горький
Паслён сла́дко-го́рький (лат. Solánum dulcamára) — растение; вид рода Паслён (Solanum) семейства Паслёновые (Solanaceae). 

Видовое название растения связано с его плодами — ягодами, которые сначала зелёные, потом жёлтые, а по мере созревания становятся красными, а если их раскусить, то ощущается вкус сначала сладкий, а затем — горьковатый.

## Ботаническое описание

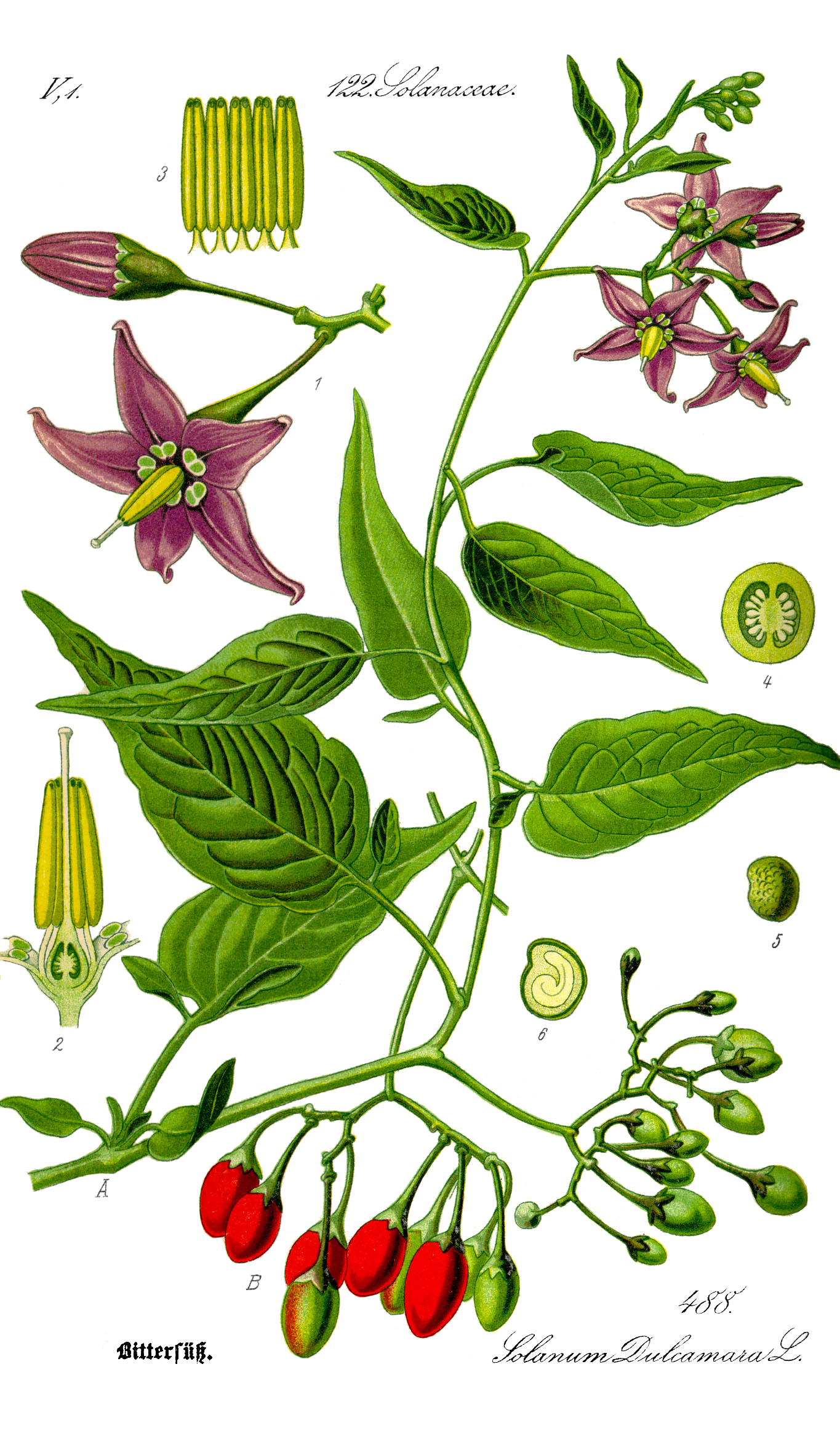

Многолетний полукустарник высотой 30—180 см с ползучим деревянистым бугорчатым корневищем.
Стебли длинные, извилистые, угловатые, разветвлённые, плетистые, в нижней части деревянистые, голые или чуть опушённые.
Листья очерёдные (2,5—12,0 см длины и 0,6—1,0 см ширины), продолговато-яйцевидные, заострённые, при основании часто сердцевидные или имеют две маленькие продолговатые доли. Верхние листья часто трёхраздельные или рассечённые. Свежие листья издают неприятный запах.
Соцветия цимозные метельчатые, при основании вильчатые, на длинных цветоносах. Цветки обоеполые, правильные, с двойным околоцветником. Чашечка пятизубчатая, маленькая, блюдцевидная. Венчик сростнолепестный, лиловый, редко белый или розовый, колесообразный, со складчатым пятирассечённым отгибом (12—18 мм в диаметре). Тычинок пять, пыльники узкие, сросшиеся в конусовидную трубку вокруг столбика. Пестик один, завязь верхняя, столбик один с головчатым рыльцем. Цветёт в мае — августе.
Плод — яйцевидная или эллипсоидная, ярко-красная, блестящая вислая ягода до 1 см длины.

## Распространение и экология
Общее распространение: почти по всему умеренному и субтропическому поясу Старого Света (хотя ареал не сплошной); завезён в Северную Америку.
Распространён в Европейской части России (все районы, кроме Нижне-Волжского), Западной Сибири (Иртышский, Барнаульский районы), Восточной Сибири (Ангаро-Саянский, Даурский районы), на Украине, в Молдавии, Белоруссии, Средней Азии.
Растёт по сырым зарослям кустарников и поёмным лугам, ивнякам, по берегам рек и прудов, около озёр и болот, сырых мусорных мест во всех областях средней полосы России.
Растение теневыносливое.

## Химический состав
В корнях обнаружены стероиды, алкалоиды.
В надземной части растения содержатся тигоненин, алкалоиды. В стеблях обнаружены стероиды — холестерин, ситостерин, стигмастерин, кампестерин, брассикастерин, изофукостерин.
Листья содержат тритерпеноиды, стероиды, алкалоиды, фенолкарбоновые кислоты, флавоноиды, высшие алифатические углеводороды, высшие жирные кислоты; цветки — стероиды. Так же все части растения содержат ядовитый гликоалкалоид - соланин, который является контаминантом.
В плодах найдены каротиноиды (фитуфлуин, бета-каротин, каротин, зеакаротин, ликопин, криптоксантин), стероиды (ситостерин, стигмастерин, кампестерин, брассикастерин, изофукостерин). В семенах содержатся тритерпеноиды, стероиды, алкалоиды, жирное масло, высшие жирные кислоты (лауриновая, миристиновая, пальмитиновая), фосфолипиды (0,12 %).

## Хозяйственное значение и применение
Паслён сладко-горький — лекарственное, ядовитое, инсектицидное, таннидосодержащее, декоративное растение.
Стебли и листья имеют инсектицидное действие, отвар из них (5-6 кг свежих стеблей на ведро воды) применяют для опрыскивания против гусениц и личинок разных видов насекомых.
Стебли и листья содержат танниды (около 11 %), пригодные для дубления шкур.
Растение декоративное как в период цветения, так и в период созревания плодов, пригодно для вертикального озеленения на увлажнённых местах.

### Медицинское использование
В народной медицине с лечебной целью применяют молодые травянистые побеги с листьями при болезнях кожи, особенно зудящих экземах и воспалениях, при бронхиальной астме, простудных заболеваниях, воспалениях мочевого пузыря, поносах, нерегулярных менструациях, как ранозаживляющее и глистогонное средство. Применяют листья также при водянке, желтухе, коклюше; наружно — при золотухе и ревматизме; ягоды — при венерических болезнях, эпилепсии, приступах мигрени, отвар цветков — при лёгочных болезнях и катарах дыхательных путей.
Листья и ягоды паслёна сладко-горького ядовитые, лечиться ими надо только под наблюдением врача. Они содержат гликоалкалоид соланин, глюкозид дулкамарин, крахмал, смолу, белковые вещества. Дулкамарин по своему действию подобен атропину. Известны случаи отравления животных и птиц. Отравление им нарушает координацию движений у крупного рогатого скота, вызывает понос, сердцебиение.

### Сбор, переработка и хранение лекарственного сырья
Собирают травянистые верхушки стеблей в начале или во время цветения. Сырьё сушат в тени. Хранят в ящиках, застланных бумагой, отдельно, как ядовитое растение.

## Интересные факты
- От латинского видового названия этого растения получил своё имя один из персонажей оперы Любовный напиток итальянского композитора Г. Доницетти, доктор-шарлатан Дулькамара[2].
- Dolĉamar — это не только название растения на эсперанто, но также финской рок-группы, поющей на эсперанто.